# Liste der Kulturdenkmäler in Ulrichstein
Die folgende Liste enthält die in der Denkmaltopographie ausgewiesenen Kulturdenkmäler auf dem Gebiet  der  Stadt Ulrichstein, Vogelsbergkreis, Hessen.
Hinweis: Die Reihenfolge der Denkmäler in dieser Liste orientiert sich zunächst an Stadtteilen und anschließend der Anschrift, alternativ ist sie auch nach der Bezeichnung, der vom Landesamt für Denkmalpflege vergebenen Nummer oder der Bauzeit sortierbar.
Kulturdenkmäler werden fortlaufend im Denkmalverzeichnis des Landes Hessen durch das Landesamt für Denkmalpflege Hessen auf Basis des Hessischen Denkmalschutzgesetzes (HDSchG) geführt. Die Schutzwürdigkeit eines Kulturdenkmals hängt nicht von der Eintragung in das Denkmalverzeichnis des Landes Hessen oder der Veröffentlichung in der Denkmaltopographie ab.

Die Kulturdenkmäler der einzelnen Stadtteile sind in eigenen Listen enthalten:
- Liste der Kulturdenkmäler in Bobenhausen II
- Liste der Kulturdenkmäler in Feldkrücken
- Liste der Kulturdenkmäler in Helpershain
- Liste der Kulturdenkmäler in Kölzenhain
- Liste der Kulturdenkmäler in Ober-Seibertenrod
- Liste der Kulturdenkmäler in Rebgeshain
- Liste der Kulturdenkmäler in Unter-Seibertenrod
- Liste der Kulturdenkmäler in Wohnfeld

Das Vorhandensein oder Fehlen eines Objekts in dieser Liste ist keine rechtsverbindliche Auskunft darüber, ob es Kulturdenkmal ist oder nicht: Diese Liste entspricht möglicherweise nicht dem aktuellen Stand der offiziellen Denkmaltopographie. Diese ist für Hessen in den entsprechenden Bänden der Denkmaltopographie Bundesrepublik Deutschland und im Internet unter DenkXweb – Kulturdenkmäler in Hessen einsehbar. Auch diese Quellen sind, obwohl sie durch das Landesamt für Denkmalpflege Hessen aktualisiert werden, nicht immer aktuell, da es im Denkmalbestand immer wieder Änderungen gibt.
Eine verbindliche Auskunft erteilt allein das Landesamt für Denkmalpflege Hessen.
Nutze diese Kartenansicht, um Koordinaten in der Liste zu setzen. In dieser Kartenansicht sind Kulturdenkmale ohne Koordinaten mit einem roten bzw. orangen Marker dargestellt und können in der Karte gesetzt werden. Kulturdenkmale ohne Bild sind mit einem blauen bzw. roten Marker gekennzeichnet, Kulturdenkmale mit Bild mit einem grünen bzw. orangen Marker.

## Kernstadt Ulrichstein
| Bild                                | Bezeichnung                                      | Lage                                                                 | Beschreibung                                                                          | Bauzeit | Objekt-Nr. |
| ----------------------------------- | ------------------------------------------------ | -------------------------------------------------------------------- | ------------------------------------------------------------------------------------- | ------- | ---------- |
| Ulrichstein vom Schlossberg (2006)  | Ulrichstein I, Altstadt                          | Gesamtanlage Ulrichstein I Lage                                      |                                                                                       |         | 124192 DDB |
| Bild gesucht BW                     | Ulrichstein II, Ludwigstraße                     | Gesamtanlage Ulrichstein II Lage                                     |                                                                                       |         | 124193 DDB |
| Friedhof                            | Friedhof                                         | Altebergsweg LageFlur: 16, Flurstück: 61/1                           |                                                                                       |         | 122929 DDB |
| Altebergsweg 2                      |                                                  | Altebergsweg 2 LageFlur: 7, Flurstück: 123                           |                                                                                       |         | 122935 DDB |
| Am Born 2                           |                                                  | Am Born 2 LageFlur: 7, Flurstück: 22                                 |                                                                                       |         | 124365 DDB |
| Am Born 4                           |                                                  | Am Born 4 LageFlur: 7, Flurstück: 23                                 |                                                                                       |         | 124366 DDB |
| Forsthaus                           | Forsthaus                                        | Am Born 17 LageFlur: 7, Flurstück: 12                                |                                                                                       |         | 122934 DDB |
| weitere Bilder                      | Ruinen der Burg Ulrichstein, Kriegsopferfriedhof | Am Schloßberg LageFlur: 7, Flurstück: 127                            |                                                                                       |         | 122828 DDB |
| Ehemalige Schule                    | Ehemalige Schule                                 | Hauptstraße 9 LageFlur: 7, Flurstück: 33                             |                                                                                       |         | 122826 DDB |
| Hauptstraße 11                      |                                                  | Hauptstraße 11 LageFlur: 7, Flurstück: 32                            |                                                                                       |         | 122893 DDB |
| Hauptstraße 13                      |                                                  | Hauptstraße 13 LageFlur: 7, Flurstück: 21                            |                                                                                       |         | 122936 DDB |
| Hauptstraße 17                      |                                                  | Hauptstraße 17 LageFlur: 7, Flurstück: 19                            |                                                                                       |         | 124057 DDB |
| Hauptstraße 24 · Ansicht            |                                                  | Hauptstraße 24 LageFlur: 7, Flurstück: 111/3                         |                                                                                       |         | 124335 DDB |
| Hauptstraße 28                      |                                                  | Hauptstraße 28 LageFlur: 7, Flurstück: 113                           |                                                                                       |         | 124336 DDB |
| Museum Im Vorwerk · Ansicht         | Sogenanntes „Vorwerk“                            | Hauptstraße 33 LageFlur: 7, Flurstück: 6/3                           | Heutige Nutzung als Museum der Stadt Ulrichstein mit Einkehrmöglichkeit am Wanderweg. |         | 122824 DDB |
| Herrngartenstraße 2                 |                                                  | Herrngartenstraße 2 LageFlur: 7, Flurstück: 34                       |                                                                                       |         | 122891 DDB |
| Herrngartenstraße 4                 |                                                  | Herrngartenstraße 4 LageFlur: 7, Flurstück: 45/1                     |                                                                                       |         | 124142 DDB |
| Ehemalige Synagoge und Schule       | Ehemalige Synagoge und Schule                    | Herrngartenstraße 7 LageFlur: 7, Flurstück: 59                       |                                                                                       |         | 122892 DDB |
| Bild gesucht BW                     | Ehemaliges Backhaus und Mikwe                    | Herrngartenstraße 8 LageFlur: 7, Flurstück: 47                       |                                                                                       |         | 124466 DDB |
| Evangelisches Pfarrhaus             | Evangelisches Pfarrhaus                          | Herrngartenstraße 9 LageFlur: 7, Flurstück: 58/1                     |                                                                                       |         | 122658 DDB |
| Backhaus                            | Backhaus                                         | Langwasser LageFlur: 16, Flurstück: 128                              |                                                                                       |         | 122937 DDB |
| Langwasser 3                        |                                                  | Langwasser 3 LageFlur: 14, Flurstück: 88/4                           |                                                                                       |         | 124434 DDB |
| Lindenparkstraße 7                  |                                                  | Lindenparkstraße 7 LageFlur: 9, Flurstück: 104                       |                                                                                       |         | 122930 DDB |
| Zollhaus                            | Zollhaus                                         | Lindenparkstraße 9 LageFlur: 9, Flurstück: 103/3                     |                                                                                       |         | 122931 DDB |
| Ludwigstraße 5                      |                                                  | Ludwigstraße 5 LageFlur: 9, Flurstück: 122                           |                                                                                       |         | 122894 DDB |
| Apotheke · Seitenansicht            | Apotheke                                         | Ludwigstraße 21 LageFlur: 9, Flurstück: 30                           |                                                                                       |         | 122895 DDB |
| „Haus zur Traube“                   | „Haus zur Traube“                                | Marktstraße 1 LageFlur: 7, Flurstück: 83                             |                                                                                       |         | 122898 DDB |
| weitere Bilder                      | Evangelische Stadtkirche                         | Marktstraße 2 LageFlur: 7, Flurstück: 67/1                           |                                                                                       |         | 122825 DDB |
| Kriegerdenkmal 1870/71 · Ansicht    | Kriegerdenkmal 1870/71                           | Marktstraße bei Nr. 2 LageFlur: 7, Flurstück: 67/1                   |                                                                                       |         | 122896 DDB |
| Ehemaliges Gemeindewirtshaus        | Ehemaliges Gemeindewirtshaus                     | Marktstraße 4 LageFlur: 7, Flurstück: 68/1                           |                                                                                       |         | 122827 DDB |
| Marktstraße 5                       |                                                  | Marktstraße 5 LageFlur: 7, Flurstück: 81/3                           |                                                                                       |         | 124146 DDB |
| Bild gesucht BW                     | Ehemaliges Bezirksgefängnis                      | Marktstraße 6 LageFlur: 7, Flurstück: 69/1, 70                       |                                                                                       |         | 122899 DDB |
| Ehemaliges Gericht                  | Ehemaliges Gericht                               | Marktstraße 8 LageFlur: 7, Flurstück: 71/1                           |                                                                                       |         | 124334 DDB |
| Brunnen mit Pumpe                   | Stadtbrunnen                                     | Marktstraße (neben Nr. 8) LageFlur: 7, Flurstück: 69/1               |                                                                                       |         | 122897 DDB |
| Ehemaliger Darmstädter Hof · Portal | Ehemaliger Darmstädter Hof                       | Marktstraße 10 LageFlur: 7, Flurstück: 72/1                          |                                                                                       |         | 122823 DDB |
| Marktstraße 13                      |                                                  | Marktstraße 13 LageFlur: 8, Flurstück: 109/1                         |                                                                                       |         | 122659 DDB |
| Marktstraße 23                      |                                                  | Marktstraße 23 LageFlur: 8, Flurstück: 132/1                         |                                                                                       |         | 124333 DDB |
| Ehemalige Molkerei                  | Ehemalige Molkerei                               | Ohmstraße 26 LageFlur: 6, Flurstück: 46/1                            |                                                                                       |         | 122900 DDB |
| Schnappenhain 3                     |                                                  | Schnappenhain 3 LageFlur: 7, Flurstück: 97                           |                                                                                       |         | 122932 DDB |
| Ehemaliges Backhaus                 | Ehemaliges Backhaus                              | Schnappenhain 13 LageFlur: 8, Flurstück: 94/1                        |                                                                                       |         | 122933 DDB |
| Bild gesucht BW                     | Selgenhof                                        | Selgenhof 1, Außerhalb Ortslage LageFlur: 11, Flurstück: 6/1         | Heute Gutsmolkerei, aktiver Biolandwirtschafts-Betrieb                                |         | 124144 DDB |
| Bild gesucht BW                     |                                                  | Siegmundshäuser Hof 1 LageFlur: 15, Flurstück: 26                    |                                                                                       |         | 124435 DDB |
| Bild gesucht BW                     |                                                  | Siegmundshäuser Hof 2 LageFlur: 15, Flurstück: 25                    |                                                                                       |         | 124145 DDB |
| weitere Bilder                      | Jüdischer Friedhof                               | Unter dem Hain (Schoene Aussicht o. Nr.) LageFlur: 16, Flurstück: 71 |                                                                                       |         | 124143 DDB |

## Nicht mehr in Denkmalliste aufgeführt
| Bild | Bezeichnung | Lage                 | Beschreibung | Bauzeit | Objekt-Nr. |
| ---- | ----------- | -------------------- | ------------ | ------- | ---------- |
|      |             | Schnappenhain 4 Lage |              |         |            |